# Công tước xứ Sutherland
Công tước xứ Sutherland (tiếng Anh: Duke of Sutherland) là tước hiệu thuộc Đẳng cấp quý tộc Vương quốc Liên hiệp Anh, được Vua William IV tạo ra vào năm 1833 và trao cho George Leveson-Gower, Hầu tước thứ 2 xứ Stafford. Một loạt các cuộc hôn nhân dành cho người thừa kế của các thành viên trong gia đình Leveson-Gower đã khiến Công tước xứ Sutherland trở thành một trong những gia đình địa chủ giàu có nhất ở Vương quốc Anh. Tước hiệu vẫn thuộc về gia tộc Leveson-Gower cho đến khi Công tước thứ 5 xứ Sutherland qua đời vào năm 1963, khi nó được trao cho Bá tước thứ 5 xứ Ellesmere từ gia đình Egerton.
Các tước hiệu phụ của Công tước xứ Sutherland là: Hầu tước xứ Stafford (tạo ra năm 1786),  Bá tước xứ Gower  (1746), Bá tước xứ Ellesmere, của Ellesmere ở Hạt Shropshire (1846), Tử tước xứ Trentham, của Trentham trong Hạt Stafford (1746),  Tử tước xứ Brackley , của Brackley ở hạt Northampton (1846), và Nam tước xứ Gower, của Sittenham trong hạt  York]  (1703). Hầu tước Stafford, Bá tước Gower và Tử tước Trentham nằm trong Đẳng cấp quý tộc Đại Anh, Công tước, Bá tước Ellesmere và Tử tước Brackley thuộc về Đẳng cấp quý tộc Đại Anh, và Nam tước Gower thuộc Đẳng cấp quý tộc Anh. Công tước cũng là một Tòng Nam tước, của Sittenham ở hạt York, một tước hiệu được tạo ra trong Hệ thống Nam tước của Anh vào năm 1620.
Từ năm 1839 đến năm 1963, các Công tước cũng giữ các tước hiệu Lãnh chúa xứ Strathnaver và Bá tước xứ Sutherland, cả hai đều thuộc Đẳng cấp quý tộc Scotland. Các tước vị Scotland đến với gia đình thông qua cuộc hôn nhân của Công tước đầu tiên với Elizabeth Sutherland, Nữ bá tước thứ 19 của Sutherland.